# Quinto Dottore
Il Quinto Dottore è un personaggio immaginario interpretato da Peter Davison nella serie televisiva britannica di fantascienza Doctor Who.
Si tratta della quinta incarnazione del "Dottore", il protagonista della serie di culto prodotta dalla BBC. Davison interpretò il personaggio dal 1982 al 1984. All'età di 29 anni divenne all'epoca l'attore più giovane ad avere mai interpretato la parte, record che detenne per circa trent'anni fino all'avvento di Matt Smith (l'Undicesimo Dottore) che ottenne il ruolo nel 2009 a 26 anni.
Il Dottore è un Signore del tempo alieno ultracentenario originario del pianeta Gallifrey che viaggia nel tempo e nello spazio attraverso il TARDIS, frequentemente accompagnato da vari compagni di viaggio. Se rimane ferito in modo grave ha la possibilità di rigenerare il proprio corpo; nel processo cambiano il suo aspetto fisico e la personalità.
Davison interpretò il personaggio accentuandone la vulnerabilità e la tendenza all'indecisione. Biondo, giovane e vestito come un giocatore di cricket dell'epoca Edoardiana (celebre il caratteristico maglione bianco con una grossa "V" sul davanti), viaggia accompagnato da svariati assistenti inclusi il ragazzo prodigio Adric (Matthew Waterhouse), l'aristocratica aliena Nyssa (Sarah Sutton), Tegan Jovanka (Janet Fielding), che avevano viaggiato anche con la precedente incarnazione, Peri Brown (Nicola Bryant), Vislor Turlough (Mark Strickson) e l'androide Kamelion (doppiato da Gerald Flood, apparso brevemente come forma umana dell'androide stesso).

## Premessa
Quando Tom Baker, il Quarto Dottore, e la BBC annunciarono che il protagonista stava per lasciare la serie, la produzione dello show decise di affidare il ruolo del successivo Dottore ad un attore il cui viso fosse familiare ai telespettatori britannici e che fosse fisicamente l'opposto di Baker. Peter Davison fu scelto grazie all'acclamato ruolo di Tristan Farnon nella serie della BBC All Creatures Great and Small.
Lo stile del Quinto Dottore di Davison divenne proverbiale per l'attitudine di "ritorno alle radici" della serie con minor spazio lasciato alla comicità e all'horror e maggiore accuratezza scientifica come caldeggiato dal produttore John Nathan-Turner. Per l'epoca la serie fu alquanto "dark" in parte per la morte di uno dei compagni del Dottore, Adric. Inoltre, in queste stagioni furono reintrodotti molti degli avversari storici del Dottore come il Maestro, i Cybermen, Omega (un padre fondatore di Gallifrey) e i Siluriani.

## Biografia del personaggio
Il Quarto Dottore restò gravemente ferito dopo una caduta dall'alto del Pharos Project Radio Telescope e quindi si rigenerò nella sua successiva incarnazione, il Quinto Dottore. La rigenerazione fu alquanto difficile, e quasi fallì, con il Dottore che acquisì per breve tempo aspetti delle personalità di tutte le sue precedenti incarnazioni. Dopo essersi ripreso nella fittizia città di Castrovalva (rivelatasi in realtà un'elaborata trappola architettata dal suo arci-nemico Il Maestro), egli riprese i suoi viaggi con Adric, Tegan Jovanka e Nyssa. Inizialmente, i suoi viaggi si focalizzarono sul riportare Tegan all'aeroporto di Heathrow in tempo per il suo primo giorno di lavoro come hostess, ma il TARDIS mancò ripetutamente la destinazione e Tegan alla fine decise di restare con il Dottore. Dopo alcune avventure nel futuro e nel passato trascorse a combattere contro avversari quali Monarch e Mara, il Quinto Dottore si trovò a dover affrontare la tragedia della perdita di Adric, morto cercando di impedire a un cargo spaziale di schiantarsi contro la Terra preistorica (nel serial Earthshock).
A seguito della morte di Adric, il TARDIS giunse accidentalmente all'aeroporto di Heathrow (in Time-Flight). Qui il Dottore e Nyssa lasciarono Tegan con la convinzione che ella volesse restarvi (quando in realtà non voleva più). Il Dottore e Nyssa viaggiarono allora insieme per un tempo non specificato fino a quando il Signore del Tempo rinnegato Omega, cercando di tornare nel nostro universo, si legò temporaneamente al Dottore (Arc of Infinity). Affrontando questa minaccia, i Signori del Tempo furono costretti a cercare di giustiziare il Dottore, ma egli alla fine riuscì a rintracciare Omega a Amsterdam dove lo sconfisse e incontrò nuovamente Tegan (ora disoccupata, e senza ripensamenti sul ricongiungimento con l'equipaggio del TARDIS).
Quando il Dottore incontra un nuovo compagno di viaggio, un ragazzo alieno di nome Vislor Turlough giunto sulla Terra, non può sapere che Turlough era stato inviato dal Guardiano Nero ad ucciderlo. Poco tempo dopo, Nyssa lascia la compagnia. Dopo aver incontrato le entità conosciute con il nome di Eterni gareggiare in astronavi simili a yacht, Turlough si libera dall'influenza del Guardiano Nero, e continua a viaggiare insieme al Dottore e a Tegan. Atterrato nel regno di King John, l'equipaggio del TARDIS si imbatte nuovamente nel Maestro, che sta usando un robot dalle sembianze umane, Kamelion, per impersonare il Re. Tuttavia, il Dottore aiuta Kamelion a riconquistare la propria volontà e il robot si unisce a lui nei suoi viaggi (anche se raramente abbandona il TARDIS). Il Dottore incontra in seguito tre delle sue precedenti incarnazioni quando viene imprigionato nella "Death Zone" su Gallifrey dal Presidente Borusa, in cerca del segreto dell'immortalità di Rassilon (episodio speciale The Five Doctors).
Dopo altre successive avventure nelle quali il Dottore incontra vecchie conoscenze, inclusi Siluriani e Diavoli del mare, sia Tegan che Turlough lasciano il TARDIS. Tegan, trovando troppo orribili la morte e la violenza incontrate viaggiando con il Dottore, decide di non viaggiare più con lui, mentre Turlough fa ritorno al suo pianeta natale Trion in compagnia di suo fratello minore. Il Dottore si trova poi costretto a distruggere Kamelion, quando il Maestro tenta di riprenderne il controllo mentale.
Alla fine, il Quinto Dottore e la sua ultima compagna di viaggio, Peri Brown, restano infettati dalla droga Spectrox su Androzani Minor. Con solo una dose di antidoto disponibile, il Dottore decide di sacrificarsi per salvare Peri: dopo ciò rassicura la compagna che si sarebbe rigenerato ma nota che "è diverso questa volta" e dopo aver avuto allucinazioni dei suoi compagni, si rigenera infine nel Sesto Dottore (serial The Caves of Androzani).

## Personalità

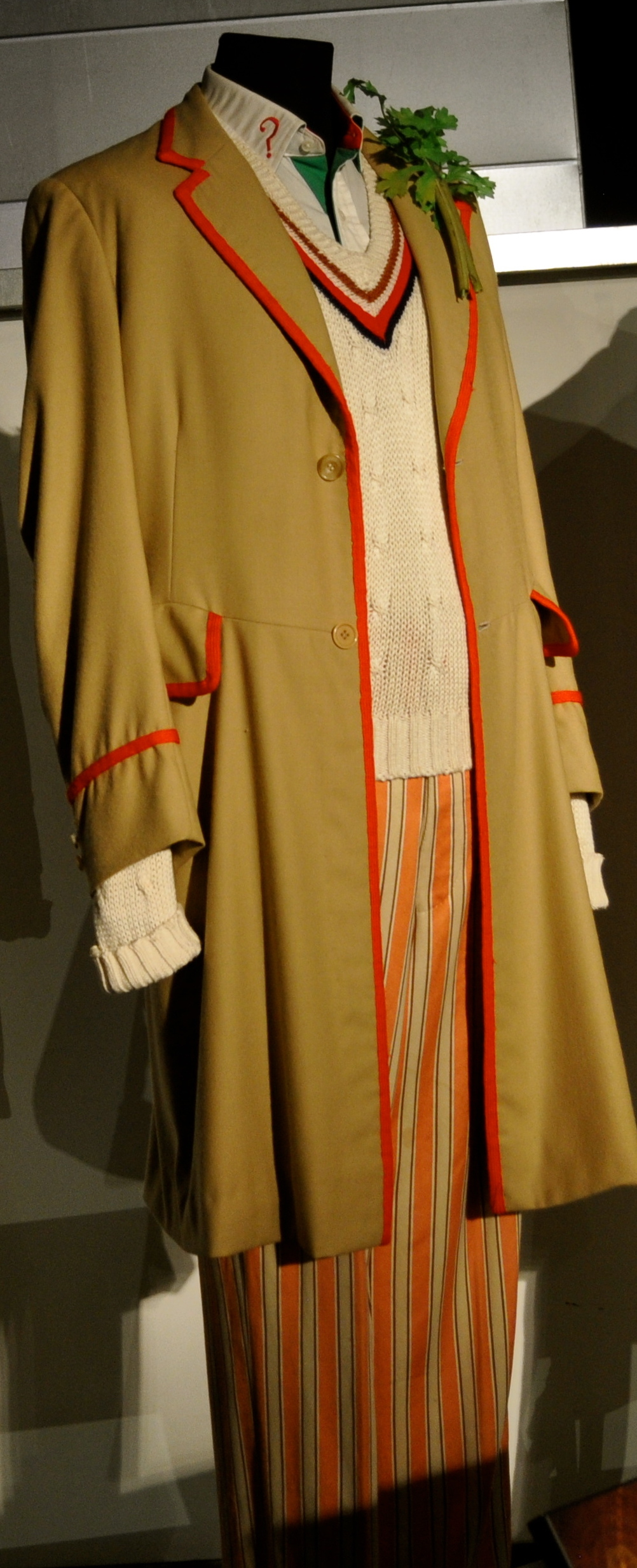
Il vestito del Quinto Dottore alla Doctor Who Experience a Cardiff.

Il Quinto Dottore fu molto più vulnerabile e sensibile, riservato e schivo, rispetto alle sue precedenti incarnazioni. Frequentemente, quando è costretto a prendere una decisione, si affida alla sorte tirando una moneta.  A differenza dei suoi più autoritari predecessori, tratta i suoi giovani assistenti come parte di una squadra, e spesso delega la "leadership" a qualcuno che abbia un carattere più forte del suo e sia maggiormente portato al comando. Tuttavia, il Quinto Dottore, nonostante l'aspetto giovanile ed apparentemente spaesato, dimostra nel corso della serie di essere un Signore del tempo di grande esperienza, compassione, coraggio, e capacità.
Questa incarnazione del Dottore aborrisce particolarmente la violenza, e spesso esita nel prendere in mano le situazioni. Per la prima volta, l'attitudine all'indecisione svolge un ruolo non indifferente nel personaggio, ed ha spesso delle conseguenze nefaste. In un episodio di Doctor Who Confidential, Steven Moffat affermò: «Questo Dottore spostò l'enfasi dalle eccentricità per focalizzare l'attenzione sull'eroismo di un solo uomo che sembra essere migliore dell'universo che cerca di salvare».
Il Quinto Dottore fu l'ultimo ad utilizzare il cacciavite sonico nella serie originale, poiché esso venne distrutto nell'episodio The Visitation.

## Apparizioni
Il Quinto Dottore debuttò nella serie nell'ultima parte della macrostoria Logopolis, trasmessa in Gran Bretagna il 21 marzo 1981. Davison interpretò il ruolo nella diciannovesima e ventesima stagione di Doctor Who, incluso lo speciale del ventesimo anniversario The Five Doctors.  Patrick Troughton (che interpretava il Secondo Dottore) notoriamente avvisò Davison di staccarsi dal ruolo dopo tre anni per evitare di restare "imprigionato" nel personaggio, con conseguenza negative sulla sua carriera d'attore; e quindi Davison, essendo dello stesso parere, informò il produttore John Nathan-Turner che avrebbe abbandonato la serie nella ventunesima stagione. In contrasto con le precedenti stagioni, Nathan-Turner decise di far rigenerare il Dottore nella penultima puntata della stagione, così da introdurre prima al pubblico il Sesto Dottore. L'ultima apparizione di Davison nella serie regolare ebbe luogo nell'ultima parte della macrostoria  The Caves of Androzani, andata in onda il 16 marzo 1984.

## Apparizioni successive

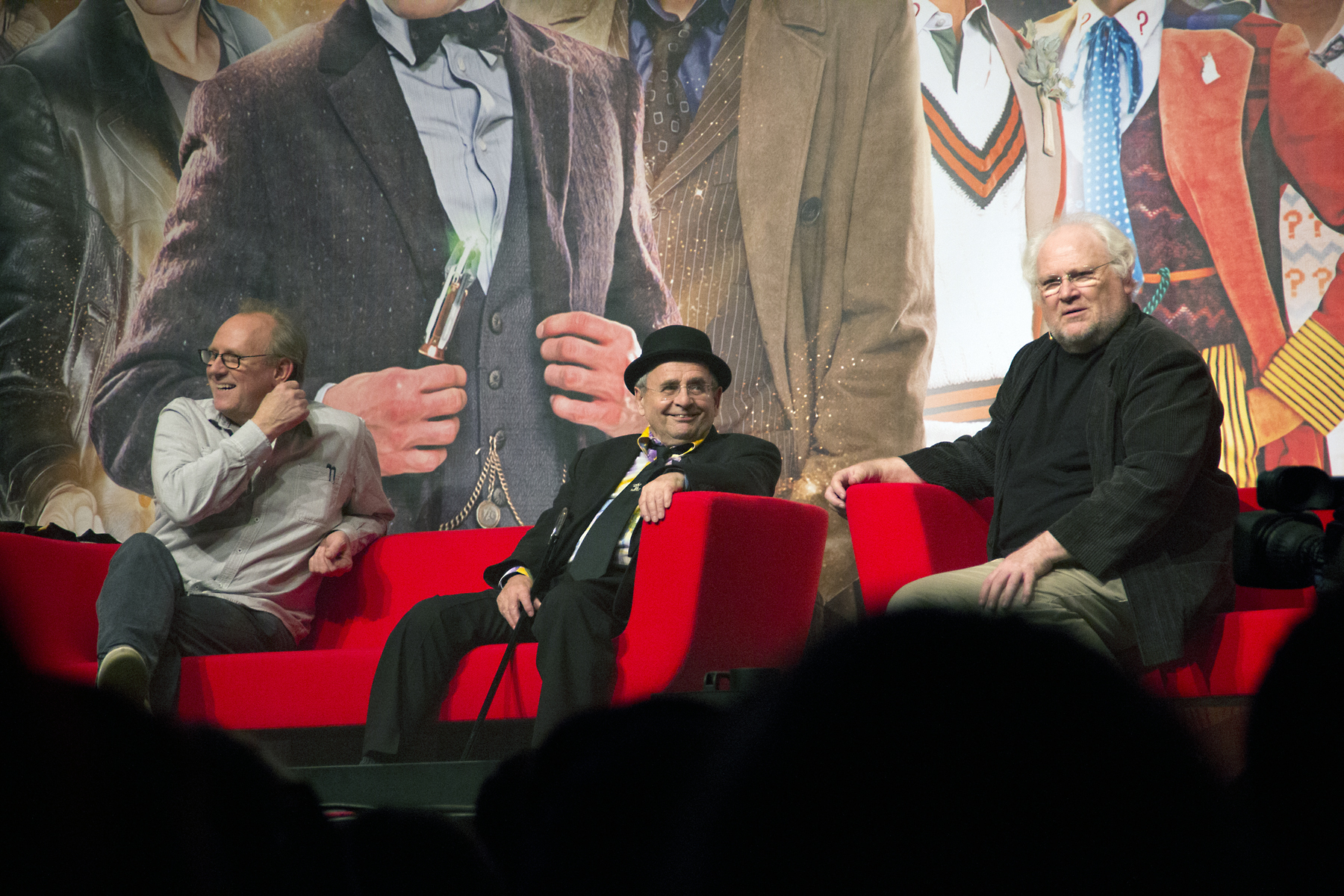
Davison (sinistra), insieme a Sylvester McCoy e Colin Baker, rispettivamente il quinto, settimo e sesto Dottore, ad una convention nel 2013.

Davison tornò brevemente al ruolo nel 1993 in occasione dello speciale non canonico Dimensions in Time. Nel 2007, all'età di 56 anni, Davison apparve insieme al Decimo Dottore nel mini-speciale Time Crash per Children in Need, scritto da Steven Moffat. Si trattò della prima volta nella quale uno dei Dottori della serie classica incontrò un Dottore della nuova serie. In questa storia incontra il Decimo Dottore quando i loro TARDIS si scontrano accidentalmente e nonostante non lo riconosca inizialmente (scambiandolo per un fan), si rende conto che il Decimo Dottore è davvero il suo futuro io dopo che quest'ultimo riesce ad evitare un disastroso buco nero solo grazie al ricordo di esserlo visto fare attraverso gli occhi del suo sè passato. I due Dottori si separano in buoni rapporti. L'aspetto più vecchio del Quinto Dottore viene giustificato dalla sua presenza con il Decimo Dottore, che ha causato una sorta di paradosso nel tempo.
Il Quinto Dottore ricompare nello speciale The Power of the Doctor, dove aiuta il Tredicesimo Dottore a resistere al tentativo del Maestro di impossessarsi del suo corpo e della sua identità mediante una rigenerazione forzata. Inoltre, l'ologramma del Dottore adotta l'immagine del Quinto Dottore quando parla con l'ex compagna Tegan Jovanka, incoraggiandola a sconfiggere i CyberMaestri pur riconoscendo lo spiacevole ricordo della morte di Adric.

## Riferimenti in altre stagioni diDoctor Who
Immagini del Quinto Dottore sono visibili, insieme a quelle delle altre incarnazioni, in episodi come Un altro Dottore, L'undicesima ora, I mariti di River Song e I bambini senza tempo. Inoltre, apparve anche in Il nome del Dottore e Il giorno del Dottore, attraverso immagini d'archivio.